# Tatyana Ledovskaya
Tatyana Mikhailovna Ledovskaya (Shchyokino, 21 de maio de 1966) é uma ex-atleta soviética dos 400m c/ barreiras, campeã olímpica em Seul 1988.
Competiu em Seul primeiramente na prova de sua especialidade, 400 m c/ barreiras, conseguindo a medalha de prata. Depois integrou o revezamento soviético dos 4X400 m que conquistou a medalha de ouro e estabeleceu novo recorde olímpico e mundial (3m15s17) que perdura até os dias de hoje.
Três anos depois, no Campeonato Mundial de Atletismo de Tóquio, em 1991, ela conquistou duas medalhas de ouro, nos 400m c/ barreiras e novamente no revezamento 4X400 m. Foi a última prova de alto nível internacional do atletismo disputada pela União Soviética, que no ano seguinte deixaria de existir.
Ledovskaya foi condecorada com a Ordem da Insígnia de Honra pelo governo soviético.